# Shahrestān-e Chenārān
Shahrestān-e Chenārān (persiska: شهرستان چناران, چناران) är en delprovins (shahrestan) i Iran.   Den ligger i provinsen Razavikhorasan, i den nordöstra delen av landet, 700 km öster om huvudstaden Teheran.
Delprovinsen hade 155 013 invånare 2016.